# النطاق العريض

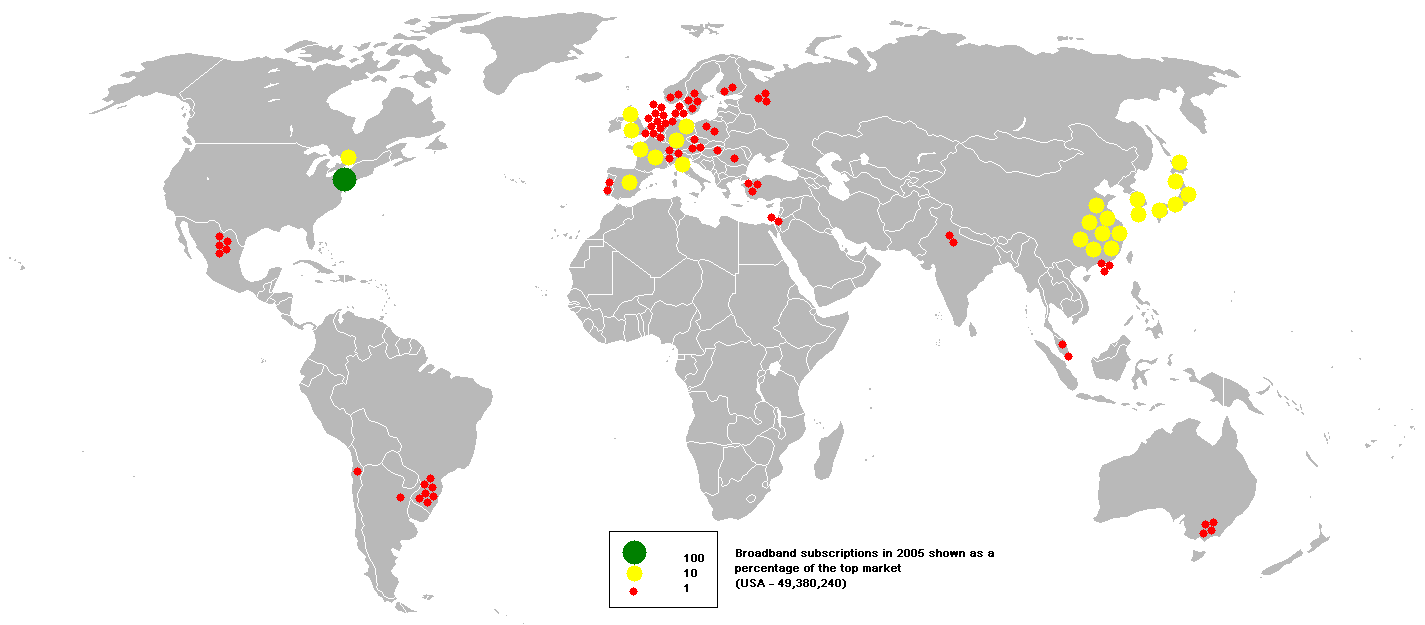

النطاق العريض أو الحزمة العريضة (بالإنجليزية: Broadband)‏ في تقنية الاتصالات هي تقنية نقل إشارات مختلفة متعددة التردد، تختلف فيما بينها في التردد، فهي تنتقل كحزمة من الإشارات، وتُنْتَقَلُ بواسطة كابلات محورية أو ألياف بصرية أو أسلاك مضفّرة Twisted wires.
مثال للاتصال بتقنية النطاق العريض نجده في كابلات نقل الإنترنت وبرامج التلفاز المختلفة سويا، فهي تنقل إشارات مختلفة متعددة الترددات في وقت واحد وفي ليف بصري واحد. المسقبل يفصل بين تلك الترددات المختلفة وينتقي منها إشارات ذات تردد واحد يحتاجه.

## استخدامه في الاتصالات السلكية واللاسلكية
يشير مصطلح «الموجة العريضة» في مجال الاتصالات السلكية واللاسلكية إلى طريقة الاتصالات التي تتضمن أو تتعامل مع الترددات على نطاق واسع، والتي يمكن أن تنقسم إلى قنوات أو صناديق تردد. ويعتبر مصطلح برودباند دائماً مصطلح نسبي، يُفَهَّم وفقاً للسياق. وكلما كان النطاق الترددي أوسع، كلما كانت سعة حمل المعلومات أكبر. على سبيل المثال، في الإذاعة، فعندما يكون نطاق الإشارة محدود جداً فذلك سوف ينقل شفرة مورس، والنطاق الأوسع ينقل الكلام، ويكون استمرار اتساع النطاق مطلوب لنقل الموسيقى بدون فقد الترددات الصوتية العالية المطلوبة لإخراج الصوت الواقعي. قد يكون هوائي التلفزيون الذي يوصف بأنه «طبيعي» قادر على استقبال مجموعة معينة من القنوات؛ أما الذي يوصف بأنه «ذو موجة عريضة» فيستقبل المزيد من القنوات. ر في مجال اتصالات البيانات سوف يبث مودم التماثل عرض للنطاق بسرعة 56 كيلوا بايت في الثانية (كب/ث) عبر خط التليفون؛ ويمكن أن يتم التعامل مع اتساع النطاق للعديد من الميجا بايت لكل ثانية عبر نفس خط التليفون عن طريق الـ ADSL، والذي يوصف بأنه ذو موجة عريضة (متعلق بالمودم عبر خط التليفون، على الرغم من أنه أقل بكثير مما يمكن تحقيقه عبر دوائر الألياف البصرية).

## في اتصالات المعلومات
قد يشير مصطلح الموجة العريضة في شبكات البيانات واسعة النطاق أو شبكة الإنترنت واسعة النطاق وربما يكون له نفس المعنى على النحو الوارد أعلاه، وبذلك يمكن أن يشار إلى نقل البيانات عبر كابلات الألياف البصرية على أنه واسع النطاق بالمقارنة مع مودم الهاتف الذي يتم تشغيله على 56,000 بت في الثانية الواحدة. البيانات الشبكات واسعة النطاق أو شبكة الانترنت واسعة النطاق وربما يكون له نفس المعنى على النحو الوارد أعلاه، وبذلك يمكن أن يشار إلى نقل البيانات عبر كابلات الألياف البصرية على أنه واسع النطاق بالمقارنة مع مودم الهاتف الذي يتم تشغيله على 56,000 بت /ثانية ومع ذلك، لم تُحَدَّد معايير عالمية لمستوى عرض النطاق الترددي وسرعات الشبكات التي تمثل مايسمى بالبرودباند.
ومع ذلك، يستخدم البرودباند في نقل البيانات بشكل كبير في معنى تقني أكثر يشير إلى نقل البيانات حيث تُرسل أجزاء متعددة من البيانات في وقت واحد لتزيد من معدل فعالية النقل، بغض النظر عن معدل تأشير البيانات. يستخدم هذا المصطلح في هندسة الشبكات في الطرق التي يتشارك فيها اثنين أو أكثر من الأوساط.
يعتبر الدخول إلى شبكة الإنترنت واسعة النطاق، وغالباً مايختصر إلى برودباند، هو ارتفاع معدل الوصول إلى البيانات عبر الإنترنت، وعادة ما يتناقض مع الدخول عبر الطلب الهاتفي باستخدام مودم 56k.
يقتصر مودم الطلب الهاتفي على معدل بت أقل من 56 كيلو بت / ثانية (كيلوبت في الثانية الواحدة)، ويتطلب الانشغال الكامل لخط الهاتف، في حين أن تكنولوجيا البرودباند توفر معدل أكثر من ضعف ذلك، ودون تعطيل لاستخدام الهاتف بوجه عام.

## في الـ دي اس ال (DSL)
تعتبر الأشكال المختلفة لخدمات خط المشترك الرقمي (دي اس ال) برودباند، بمعنى أن المعلومات الرقمية تُرْسَل عبر قناة واسعة النطاق (تقع على قناة صوت قاعدة النطاق في زوج واحد من الأسلاك).

## في الإيثرنت
يرسل انبعاث البيسباند نوع واحد فقط من الإشارة مستخدماً عرض النطاق الكامل للوسيلة، كما هو الحال في 100BASE-T إيثرنت. ومع ذلك، فإن الإيثرنت، هو الواجهة المشتركة لأجهزة المودم واسع النطاق مثل ارتباطات بيانات الدي اس ال، ولديه ارتفاع في معدل البيانات نفسها، ولذلك فإنه في بعض الأحيان يشار إليه على أنه برودباند. ويعتبر الإيثرنت الموفر على كابل مودم بديل شهير للدي اس إل.

## في اتصالات خطوط نقل الكهرباء
تُستخدم خطوط نقل الكهرباء أيضا للأنواع المختلفة من اتصالات البيانات. وعلى الرغم من أن بعض نظم التحكم عن بعد تقوم على أساس إشارات النطاق الضيق، إلا أن نظم السرعة العالية الحديثة تستخدم إشارات البرودباند (النطاق العريض) لتحقيق معدلات مرتفعة جداً من البيانات. وهناك مثال على ذلك وهو معيار ITU-T G.hn
والذي يوفر طريقة لخلق سرعة عالية (تصل إلى 1 جيجابت / ثانية) لشبكة المنطقة المحلية مستخدمة بذلك شبكة الأسلاك المنزلية الموجودة (التي تتضمن خطوط الكهرباء، ولكن أيضاً خط الهاتف أو خطوط الهاتف والكابلات المحورية).

## في الفيديو
يستخدم البرودباند في انتشار الفيديو التناظري لكي يشير إلى النظم أمثال الكابل التلفزيوني، حيث يتم تضمين القنوات الفردية على ناقلات بترددات ثابتة. وفي هذا السياق، يكون البيسباند هو نقيض المصطلح، مشيراً إلى قناة مفردة للفيديو التناظري، وعادة في شكل مركب مع حامل فرعي للصوت. ويحول فعل الـ demodulating الفيديو البرودباند إلى فيديو بيسباند.
ومع ذلك، قد حان الفيديو واسع النطاق في سياق فيديو الإنترنت أن يعني ملفات الفيديو التي تحتوي على bitrates عالية كفاية لتتطلب دخول واسع النطاق إلى الإنترنت من أجل عرضها.
أحياناً مايستخدم الفيديو واسع النطاق أيضا لوصف البث التلفزيوني للفيديو عبر الإنترنت عند الطلب.

## وصلات خارجية
- فجوة البرودباند
- البوابة الأوروبية للبرودباند